# Джефферсон де Жезус Сантус
Джефферсон де Жезус Сантус (порт. Jefferson de Jesus Santos, нар. 14 квітня 1993, Гоянія) — бразильський футболіст, півзахисник півзахисник португальського клубу «Вілафранкенсе».

## Ігрова кар'єра
Вихованець клубу «Понте-Прета», проте у Бразилії на дорослому рівні не грав і 2013 року був відданий в оренду в клуб трього португальського дивізіону «Рібейран»..
У січні 2014 року став гравцем «Ріу-Аве», але відразу був відданий в оренду в «Санта-Клару» з Сегунди. В подальшому виступав у тому ж дивізіоні за «Лейшойнш», де провів один місяць
, та «Фейренсі».
В червні 2015 року приєднався до складу хорватського клубу «Хайдук» (Спліт). Відіграв за сплітської команди наступні два сезони своєї ігрової кар'єри. Більшість часу, проведеного у складі «Хайдука», був основним гравцем команди.
Влітку 2017 року уклав контракт з клубом «Шавіш», у складі якого провів наступні три роки своєї кар'єри гравця. Граючи у складі «Шавіша» також здебільшого виходив на поле в основному складі команди.
До складу клубу «Вілафранкенсе» приєднався 2020 року. Станом на 23 березня 2021 року відіграв за клуб з містечка Віла-Франка-де-Шіра 16 матчів в національному чемпіонаті.